# Эйн-Бокек

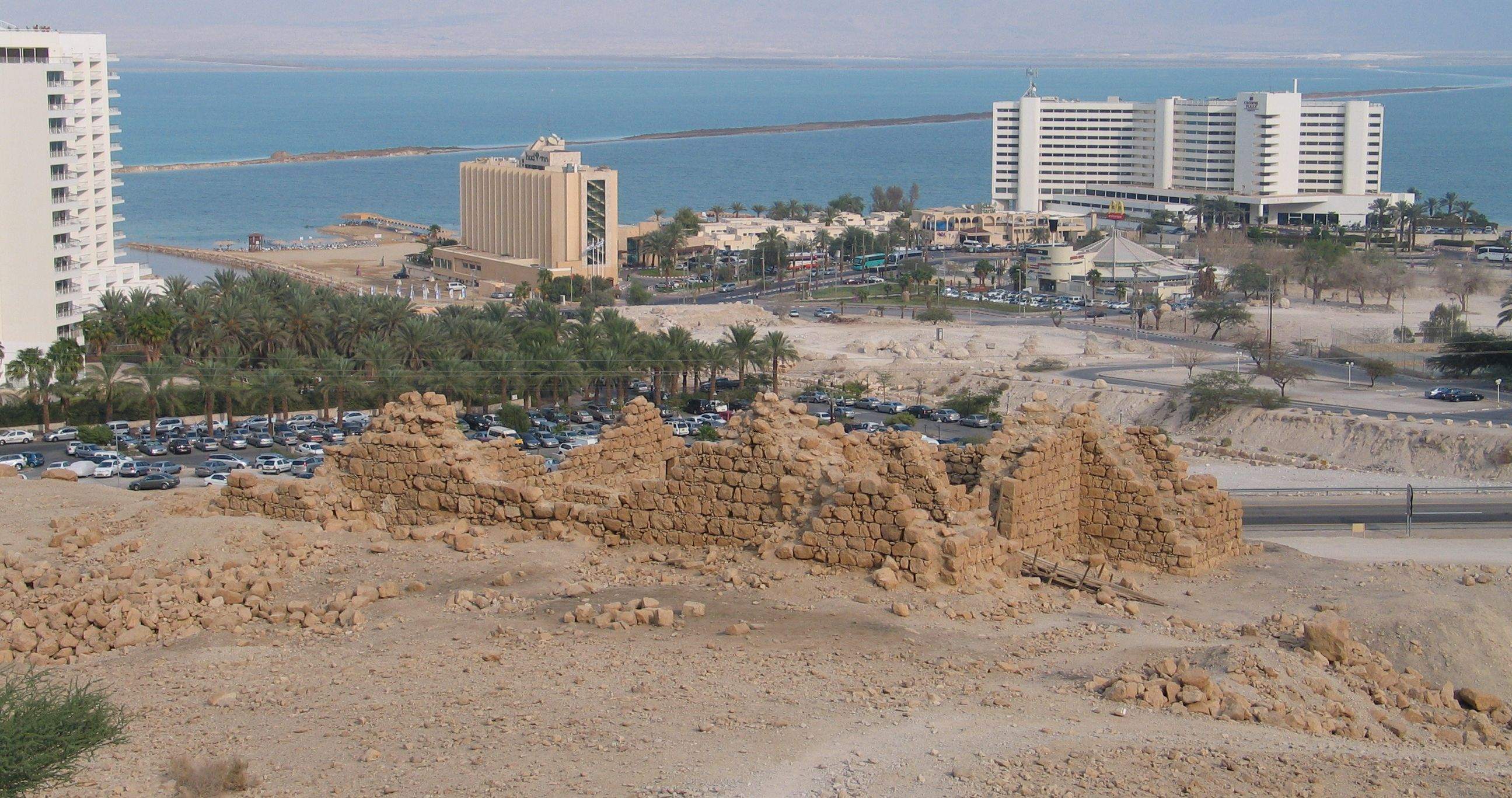

Эйн-Бокек (ивр. עין בוקק‎) — курорт в Государстве Израиль, расположенный на берегу Мёртвого моря, недалеко от крепости Массада и заповедника Эйн-Геди. На территории курорта имеется 14 гостиниц, 4 торговых центра и одна клиника. Территория является крупным оздоровительным комплексом. Среди достопримечательностей, расположенных в нескольких километрах севернее, выделяются древняя крепость Массада, построенная царём Иродом Великим, Оазисы Мёртвого моря, национальный парк Кумран и гора Содом.

Панорама отелей Эйн-Бокек

Эйн-Бокек является самым низко расположенным курортом мира, всего на 18 метров выше самой низкой точки суши. Атмосферное давление в нём нередко доходит до 804 миллиметров ртутного столба — воздух в 1,1 раз плотнее московского и в 1,95 раз плотнее воздуха самого высокогорного города мира.